# Музей писателей-орловцев

Музей писателей-орловцев — музей классиков русской литературы — писателей, поэтов, родившихся на Орловщине. Музей является филиалом Орловского объединённого государственного литературного музея И. С. Тургенева.

## История дома-музея
Дом, в котором находится музей, — один из немногих сохранившихся старинных дворянских особняков. Он был построен в середине XIX века по проекту архитектора И. Ф. Тибо-Бриньоля на пересечении улиц Георгиевской (ныне Тургенева) и Садовой (ныне Горького) и принадлежал в разное время разным хозяевам. Первоначально это место называлось «усадьбой Мацневой», потом домом «дворянина Колковского», затем домом «купца Байковского» и наконец — «Галаховским» — домом вице-губернатора Н. П. Галахова и его супруги Ольги Васильевны (урожд. Шеншиной), которая приходилась родной племянницей А. А. Фету и дальней родственницей И. С. Тургеневу. Это дало ей возможность стать наследницей и того и другого. В своём доме она разместила вещи, доставшиеся ей после их смерти. После революции галаховский дом вместе с вещами поэта и писателя был национализирован под музей.

## История музея
24 ноября 1918 года в бывшем доме Галаховых по адресу Садовая, 10 разместился Музей-библиотека имени И. С. Тургенева и «Писательская комната имени А. А. Фета». Комната Фета и послужила в дальнейшем образованию Музея писателей-орловцев. В эту комнату собирали всё, что имело отношение к писателям и поэтам — уроженцам Орловской губернии. Скопившийся за многие годы материал позволил создать Музей писателей-орловцев. Его открыли 2 января 1957 года по адресу ул. 7 Ноября (бывшая Введенская) в историческом доме, в котором родился русский историк и общественный деятель Т. Н. Грановский. В 1976 году тургеневскую мебель из галаховского дома перевезли в, восстановленный дом-усадьбу писателя, Спасское-Лутовиново. А в 1977 году музей из дома Грановского переехал в освободившиеся залы давно знакомого галаховского дома, где разместились литературно-мемориальные выставки и экспозиции, посвящённые А. А. Фету, И. А. Бунину, Л. Н. Андрееву, М. М. Пришвину, И. А. Новикову, Б. К. Зайцеву, Е. А. Благининой. В 1991 году в свои дома-музеи «переехали» Л. Н. Андреев и И. А. Бунин, а ещё раньше (в 1974) — Н. С. Лесков. За свою долгую историю музей прошёл путь от «Писательской комнаты Фета» до известного в нашей стране музея классиков русской литературы.
В 2008 году музей был закрыт на реконструкцию, которая, из-за отсутствия финансирования, началась только в 2014 году. В июле 2016 года музей был открыт.